# Ángel Alvarado
Ángel Alvarado (* 1. Februar 2005) ist ein venezolanischer Leichtathlet, der sich auf den Sprint spezialisiert hat.

## Sportliche Laufbahn
Erste Erfahrungen bei internationalen Meisterschaften sammelte Ángel Alvarado im Jahr 2022, als er bei den Südamerikanischen Jugendspielen in Rosario in 10,91 s und 22,60 s jeweils den sechsten Platz über 100 und 200 Meter belegte. Anschließend belegte er bei den U18-Südamerikameisterschaften in São Paulo in 10,73 s den fünften Platz im 100-Meter-Lauf und gelangte über 200 Meter mit 22,12 s auf Rang sechs. 2025 gewann er bei den Südamerikameisterschaften in Mar del Plata mit der venezolanischen 4-mal-100-Meter-Staffel in 39,84 s gemeinsam mit Bryant Álamo, Alexis Nieves und David Vivas die Bronzemedaille hinter den Teams aus Kolumbien und Brasilien.

## Persönliche Bestzeiten
- 100 Meter: 10,47 s (+2,0 m/s), 21. März 2025 in Caracas
- 200 Meter: 21,57 s (+1,3 m/s), 5. April 2025 in Caracas